# Laguna de Leucate

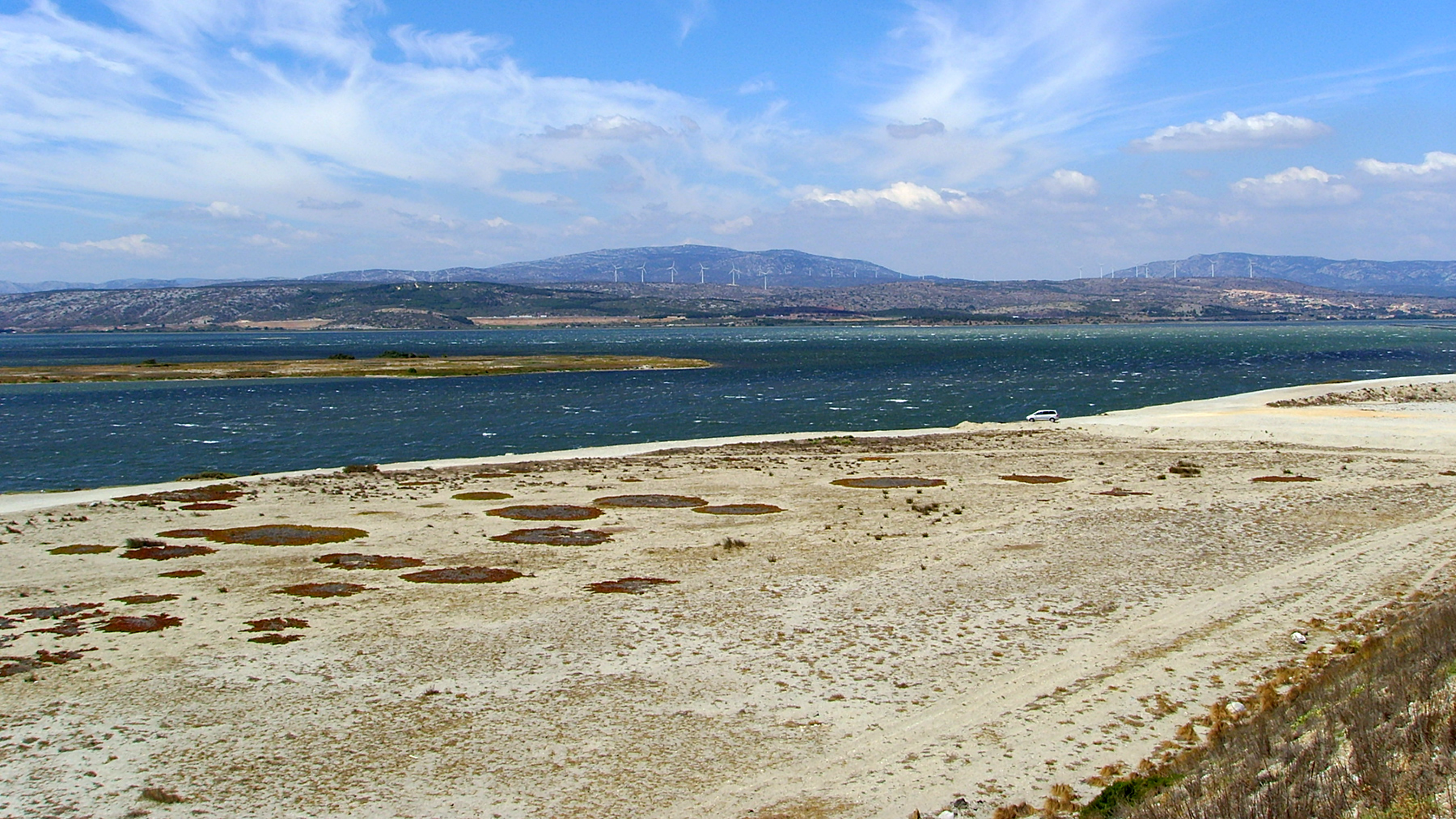
Lago de Leucate.

La laguna de Leucate o de Salses (en francés Étang de Salses/ Étang de Leucate, en catalán Estany de Salses, en occitano Estanh de Leucata) es una laguna costera situada entre los departamentos de Pirineos Orientales y Aude, ambos en Occitania. La rodean los municipios de Leucate, Fitou, Le Barcarès, Saint-Laurent-de-la-Salanque, Saint-Hippolyte y Salses-le-Château. La superficie de la laguna es de 54 km² y su profundidad máxima alcanza los 3,70 metros.
El 30 de junio de 2017 fue delarado sitio Ramsar (n.º ref. 2307), protegiendo 7637 ha.

Vista desde el este
Vista desde el oeste